# 타원형 미분 연산자
해석학에서 타원형 미분 연산자(楕圓型微分演算子, 영어: elliptic differential operator)는 라플라스형 연산자와 유사한 일종의 양의 정부호성 조건을 만족시키는 짝수차 미분 연산자이다.

## 정의
다음 데이터가 주어졌다고 하자.
- 리만 다양체 {\displaystyle (M,g)}
- 매끄러운 벡터 다발 {\displaystyle E\twoheadrightarrow M}
- {\displaystyle E}의 올 위의 매끄러운 양의 정부호 내적 {\displaystyle \langle ,\rangle }

만약 유한 차수 {\displaystyle k<\infty }의 미분 작용소
{\displaystyle D\colon \Gamma ^{\infty }(E)\to \Gamma ^{\infty }(E)}
가 다음 조건을 만족시킨다면, {\displaystyle D}를 타원형 미분 연산자라고 한다.
{\displaystyle \inf _{(x,\xi )\in \mathrm {T} _{x}^{*}X\setminus X,\;v\in E_{x}}{\frac {\langle \sigma _{D}(\overbrace {\xi ,\xi ,\ldots ,\xi } ^{k},v),v\rangle }{\langle v,v\rangle (g^{-1}(\xi ,\xi ))^{k/2}}}>0}
여기서 {\displaystyle \sigma _{D}}는 미분 연산자 {\displaystyle D}의 주표상이다.
모든 타원형 미분 연산자는 짝수 차수이다. (홀수 차수일 경우 {\displaystyle \sigma _{D}(-\xi ,\ldots ,-\xi ,v)=-\sigma _{D}(\xi ,\ldots ,\xi ,v)}가 된다.)
타원형 미분 연산자 {\displaystyle D}로 정의되는 선형 편미분 방정식, 즉
{\displaystyle Df=g\qquad (f,g\in \Gamma ^{\infty }(E))}
의 꼴의 선형 편미분 방정식을 타원형 편미분 방정식(楕圓型偏微分方程式, 영어: elliptic partial differential equation)이라고 한다.

### 약타원형 연산자
다음 데이터가 주어졌다고 하자.
- 매끄러운 다양체 {\displaystyle (M,g)}
- 매끄러운 벡터 다발 {\displaystyle E\twoheadrightarrow M}

만약 모든 {\displaystyle x\in X} 및 {\displaystyle \xi \in \mathrm {T} _{x}^{*}X\setminus \{0\}}에 대하여 {\displaystyle \sigma _{P}(x,\xi )\colon E_{x}\to F_{x}}가 실수 벡터 공간의 동형 사상이라면, {\displaystyle P}를 약타원형 미분 연산자(弱楕圓型微分演算子, 영어: weakly elliptic operator)라고 한다. 유한 개의 약타원형 미분 연산자의 합성은 약타원형 미분 연산자이다.
모든 타원형 미분 연산자는 약타원형 미분 연산자이다.

## 성질

### 차수
2차원 이상 매끄러운 다양체 위의 타원형 미분 연산자는 항상 짝수 차수이다.
반면, 1차원 매끄러운 다양체 (= 매끄러운 곡선) 위에서는 임의의 홀수 차수의 타원형 미분 연산자가 존재한다. 그러나 이 경우는 상미분 방정식에 해당하므로, 자명한 경우로 취급한다.

### 정칙성
리만 다양체 {\displaystyle M}위의 매끄러운 벡터 다발 {\displaystyle E} 위의 자기 수반 타원형 미분 연산자
{\displaystyle D\colon \Gamma ^{\infty }(E)\to \Gamma ^{\infty }(E)}
에 대하여, 다음 두 조건이 성립한다.
- {\displaystyle \dim \ker D<\infty }. 다시 말해, 타원형 연산자로 정의된 동차 편미분 방정식 {\displaystyle Df=0}은 유한 개의 일차 독립 해를 갖는다.
- {\displaystyle \Gamma ^{\infty }(E)=\ker D\oplus \operatorname {im} D}

이를 타원형 정칙성 정리(영어: elliptic regularity theorem)라고 한다.

### 준타원성
(매끄러운 함수 계수의) 모든 타원형 미분 연산자는 준타원형 미분 연산자이다. 그러나 그 역은 일반적으로 성립하지 않는다.

## 예
리만 다양체 위의 라플라스 연산자는 2차 타원형 미분 연산자이며, 그 상수는 1이다. 마찬가지로, 보다 일반적으로 리만 다양체 위의 라플라스형 연산자는 상수 1의 타원형 미분 연산자이다.
리만 다양체 {\displaystyle (M,g)} 위의 내적을 갖춘 매끄러운 벡터 다발 {\displaystyle E} 위의 0차 미분 연산자 {\displaystyle D}가 타원형 미분 연산자가 될 필요 충분 조건은 모든 올에서 이차 형식 {\displaystyle \langle -,D_{x}-\rangle }가 양의 정부호 이차 형식이며, 또한 양의 정부호성이 다음과 같이 균등한 것이다.
{\displaystyle \inf _{x\in X}\inf _{v\in E_{x}\setminus \{0\}}{\frac {\langle v,D_{x}v\rangle }{\langle v,\rangle v}}\geq 0}
즉, {\displaystyle D_{x}}의 고윳값 가운데 최솟값을 {\displaystyle \lambda _{\min }(x)}라고 하면,
{\displaystyle \inf _{x\in X}\lambda _{\min }(x)>0}
이어야 한다. 이는 연속 함수이므로, 만약 {\displaystyle M}이 콤팩트 공간이라면 이는 올별 양의 정부호성에 의하여 자동적으로 함의된다.

### 1차원 다양체 위의 타원형 미분 연산자
{\displaystyle C}가 1차원 매끄러운 다양체(즉, 매끄러운 곡선)이라고 하고, 그 좌표를 {\displaystyle t}라고 하자. 그 위의 (자명한 1차원 벡터 다발의) {\displaystyle k}차 미분 연산자는
{\displaystyle \sum _{i=0}^{k}a_{i}(x){\frac {\mathrm {d} ^{i}}{\mathrm {d} t^{i}}}}
의 꼴이다. 이 미분 연산자가 {\displaystyle k}차 타원형 미분 연산자일 필요 충분 조건은 임의의 {\displaystyle t\in C}에 대하여 {\displaystyle a_{k}(t)\neq 0}인 것이다.

## 같이 보기
- 준타원형 미분 연산자
- 타원 복합체

## 참고 문헌
- Atiyah, Michael F. (1969). 〈Global theory of elliptic operators〉 (PDF). 《Proceedings of the International Conference on Functional Analysis and Related Topics, Tokyo, April, 1969》 (영어). 도쿄: 일본 수학회. 21–30쪽.